# قرار مجلس الأمن التابع للأمم المتحدة رقم 508
قرار مجلس الأمن التابع للأمم المتحدة رقم 508، الذي اعتمد بالإجماع في 5 يونيو 1982، بعد الإشارة إلى القرارات السابقة بما فيها 425 (1978) و426 (1978) و501 (1982)، طالب بإنهاء الأعمال الحربية الأجنبية التي تجري على الأراضي اللبنانية بين منظمة التحرير الفلسطينية و‌إسرائيل. وأكدت إسرائيل أنها منزعجة من أن القرار 508 لم يشر أو يوحي بأن منظمة التحرير الفلسطينية هي المسؤولة عن الهجوم على السفير الإسرائيلي.
ومضى القرار في الدعوة إلى وقف إطلاق النار بحلول الساعة 0600 بالتوقيت المحلي في 6 يونيو 1982، بحيث يمكن احترام 490 (1981). وطلب أيضًا إلى الأمين العام أن يبذل كل الجهود الممكنة لضمان تنفيذ هذا القرار والامتثال له، وأن يقدم تقريرًا إلى المجلس في أقرب وقت ممكن وفي موعد أقصاه ثمان وأربعين ساعة بعد اتخاذ هذا القرار.